# Amphisbetetus dorsatus
Amphisbetetus dorsatus är en tvåvingeart som beskrevs av Becker och Stein 1913. Amphisbetetus dorsatus ingår i släktet Amphisbetetus och familjen rovflugor. Inga underarter finns listade i Catalogue of Life.